# 独墅湖教堂

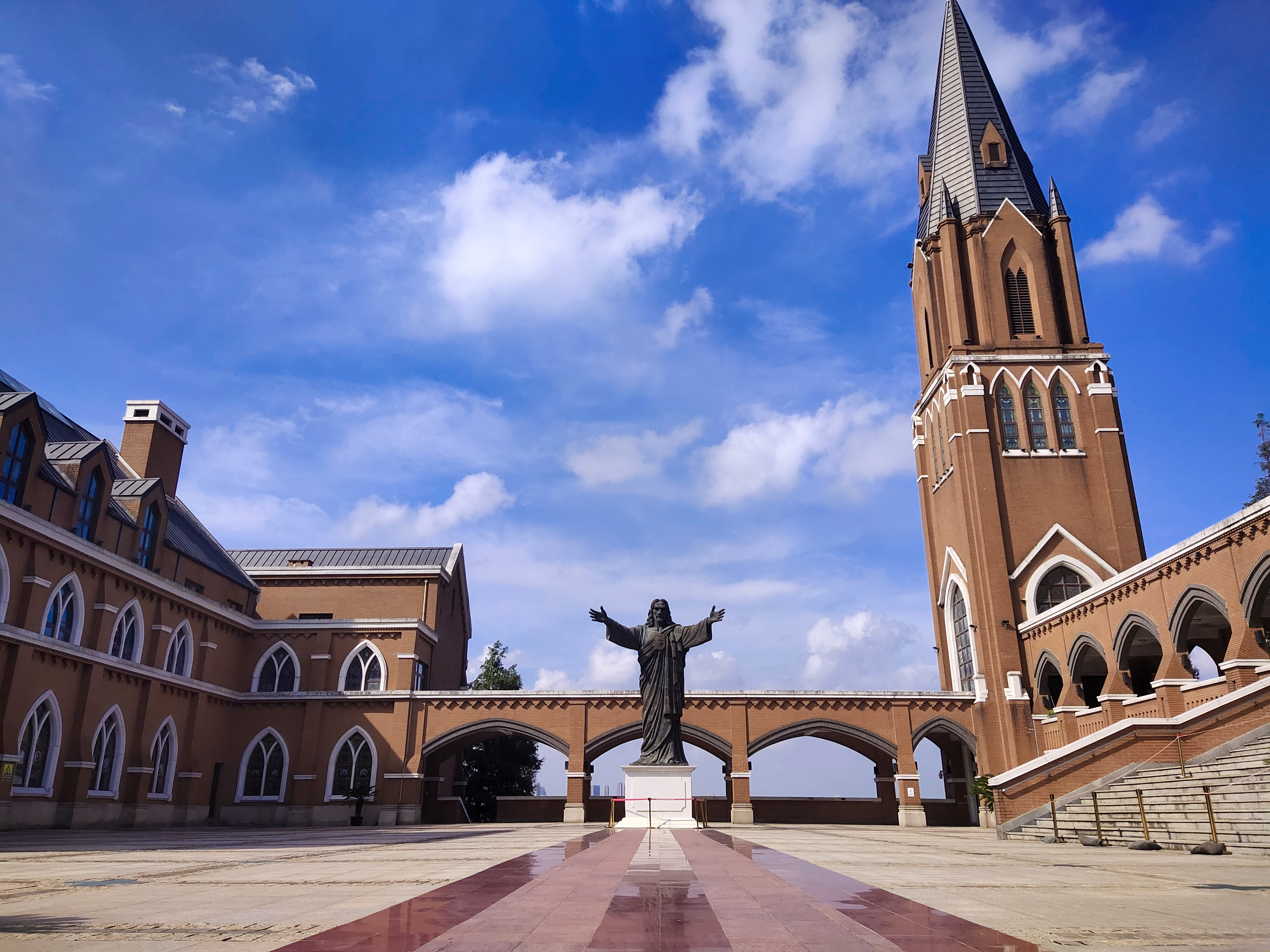
教堂广场

独墅湖教堂，即苏州独墅湖基督教堂（英文：Dushu Lake Christian Church），位于江苏省苏州市工业园区翠薇街99号，白鹭园内、独墅湖湖畔，是一所基督教堂，总面积为5619平方米，由主堂、牧师楼和钟楼三部分组成。2010年4月首次礼拜。

## 教堂图册
- 门牌
- 右侧建筑为主堂
- 牧师楼
- 福音台
- 礼拜堂
- 喷泉
- 主日崇拜时间安排表